# Erardo I de Brienne
Erardo I de Brienne (c. 1090 – 1120) foi conde de Brienne e Senhor da Casa de Brienne, casa esta que detinha grandes propriedades um pouco por toda a Europa medieval de então, especialmente em França, na Inglaterra, em Itália, na Grécia, na Ásia Menor e na Palestina. Em 1097 participou na primeira cruzada.
Um documento existente da Abadia de Montier-en-Der, datado de 1114 informa que Erardo de Brienne, nesse ano partiu em peregrinação armada à Terra Santa. Este acontecimento estará relacionado com o que passou a ser uma tradição por várias gerações na sua família: partir numa Cruzada.

## Relações familiares
Foi filho de Gualtério I de Brienne, conde de Brienne, e de Eustáquia de Tonnerre.
Casou em 1110 com Alix de Roucy-Ramerupt, filha de André de Montdidier-Roucy, Senhor de Ramerupt  e de Adelaide da Hungria (c. 1040 - 1062), filha de André I da Hungria (1016 - 1061), rei de Hungria e de Anastásia Jaroslauna Kijewskaja, de quem teve:
1. Gualtério II de Brienne (1110 - 1161), conde de Brienne e Senhor de Ramerupt, Casou por quatro vezes. O primeiro casamento foi com Humbeline de Baudement, o segundo com Adelaide de Soissons (? — 1137) a terceiro com Humbelina de Troyes e o quarto com Adelaide de Nesle.
2. Guy de Brienne.
3. Felicidade de Brienne, casada por duas vezes, a primeira com Simão I de Broyes e a segunda, em 1142 com Geoffroy III de Joinville, Senhor de Joinville.